# Sint-Elooisprijs 2021
De 65e editie van de Belgische wielerwedstrijd Sint-Elooisprijs werd verreden op 19 mei 2021. De start en finish vonden plaats in Ruddervoorde. De winnaar was Sasha Weemaes, gevolgd door Timothy Dupont en Alexander Salby. De koers werd voor de eerste keer live uitgezonden op tv.

## Crowdfunding
Omwille van de financiële gevolgen van de coronacrisis en de bijkomende kosten om de wedstrijd op coronaproof te organiseren werd er gezocht naar bijkomende financiering. Naast de vast sponsors en de ondersteuning door het gemeentebestuur van Oostkamp werd een crowdfunding opgestart.

## Uitslag
| Sint-Elooisprijs 2021 |                  |                           |            |
| Plaats                | Naam             | Ploeg                     | Tijd       |
| Winnaar               | Sasha Weemaes    | Sport Vlaanderen-Baloise  | 3u 32' 20" |
| 2                     | Timothy Dupont   | Bingoal Pauwels Sauces WB | z.t.       |
| 3                     | Alexander Salby  | Team Coloquick            | z.t.       |
| 4                     | Kenneth Van Rooy | Sport Vlaanderen-Baloise  | z.t.       |
| 5                     | Oliver Robinson  | Lviv Cycling Team         | z.t.       |
| 6                     | Dries Van Gestel | TotalEnergies             | z.t.       |
| 7                     | Gil d'Heygere    | Tarteletto-Isorex         | z.t.       |
| 8                     | Nicolai Brøchner | Team Coloquick            | z.t.       |
| 9                     | Lionel Taminiaux | Alpecin-Fenix             | z.t.       |
| 10                    | Jesper Rasch     | SEG Racing Academy        | z.t.       |

1952 · 1953 · 1954 · 1955 · 1956 · 1957 · 1958 · 1959 · 1960 · 1961 · 1962 · 1963 · 1964 · 1965 · 1966 · 1967 · 1968 · 1969 · 1970 · 1971 · 1972 · 1973 · 1974 · 1975 · 1976 · 1977 · 1978 · 1979 · 1980 · 1981 · 1982 · 1983 · 1984 · 1985 · 1986 · 1987 · 1988 · 1989 · 1990 · 1991 · 1992 · 1993 · 1994 · 1995 · 1996 · 1997 · 1998 · 1999 · 2000 · 2001 · 2002 · 2003 · 2004 · 2005 · 2006 · 2007 · 2008 · 2009 · 2010 · 2011 · 2012 · 2013 · 2014 · 2015 · 2016 · 2017 · 2018 · 2019 · 2020 · 2021 · 2022